# Rozměry lidského penisu

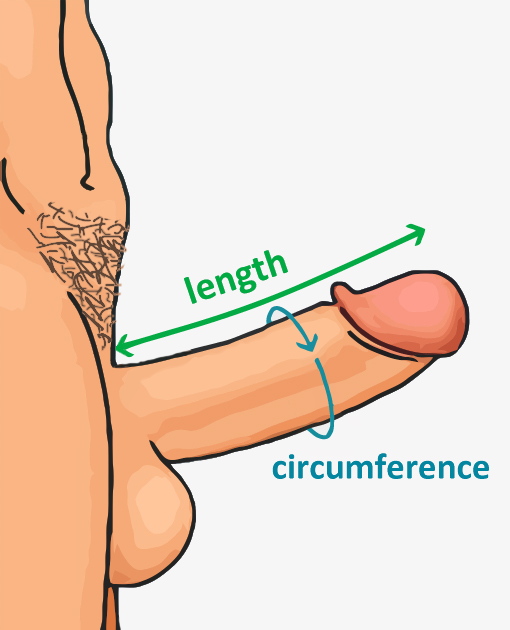
Demonstrace měření délky a obvodu penisu

V 20. a 21. století byl k tématu rozměrů lidského penisu proveden bezpočet studií zahrnujících desetitisíce mužů, jež byly dále rozebírány v souhrnných analýzách.
Pro muže západní kultury je velikost přirození někdy zdrojem vlastních pochybností, ač k tomu většinou není žádný důvod, neboť své obvyklé funkce zastane bezmála každý orgán, nezávisle na jeho tvaru a velikosti. 60 % dospívajících někdy čelilo pochybnostem o rozměrech svého mužství; 36–41 % mladých mužů také začalo o svém vyvinutí pochybovat po sledování pornografických materiálů. Ty však ve valné většině poskytují zkreslený fyziologický obraz: Studie z roku 2006, která zkoumala vzorek sexuálně explicitních materiálů, zjistila, že mužští aktéři svými rozměry obvykle spadali do horní třetiny rozmezí obvyklého v celkové populaci. Zkreslené vnímání (ne)dostatků vlastního těla pak může vést až k psychickým obtížím. Vyšší odolnost vůči těmto negativním vlivům vykazovali muži, kteří nepřikládají starostem tohoto charakteru ve svém životě větší váhu.

## Metodika
Nejpřesnějšího změření lidského penisu se dosáhne pomocí několika měření opakovaných v různou dobu, jelikož existuje přirozená vedlejší proměnlivost ve velikosti penisu, daná mírou vzrušení, denní dobou, teplotou místnosti, četností sexuální aktivity a spolehlivostí měření.
Měření se liší tím, že studie založené na měření prováděných samotnými zkoumanými osobami docházejí k podstatně vyšším průměrům než ty, ve kterých délku měřil kvalifikovaný personál. Přes výše uvedené je možné říci, že průměrná délka ztopořeného lidského penisu je přibližně 12,9–15,0 cm. Délka ochablého penisu neposkytuje dobrý odhad délky ztopořeného penisu.
Většina růstu penisu se odehraje ve dvou údobích: mezi raným dětstvím a pěti roky života a následně mezi přibližně jedním rokem po nástupu puberty a 17. rokem života. Ukončení růstu koreluje s uzavřením kostních růstových štěrbin (které lze diagnostikovat rentgenovým snímkem hlavice velkých kostí, například ruky).
Statisticky významná korelace mezi velikostí penisu a velikostí dalších částí těla nebyla při výzkumech nalezena. Některé faktory prostředí, společně s genetickými vlivy, mohou ovlivnit růst penisu; například přítomnost látek narušujících činnost štítné žlázy. Dospělý penis, který má v erekci délku méně než 7 cm, ale jinak je utvořen normálně, se v medicíně označuje jako mikropenis.
Přestože měření penisu není standardizováno, většina výzkumníků jeho délku měří po jeho horní straně, od místa, kde odstupuje od těla, až k špičce žaludu; jeho obvod jako obvod jeho střední části. Rozměry se udávají zvlášť pro klidový ochablý stav, kdy volně visí od těla, dále pro erigovaný stav, kdy je maximálně natažen a nakonec v plně erigovaném, vzrušeném stavu.
Velmi problematické je měření délky penisu u Morbus Peyronie, deformace topořivých těles penisu postihující 1 % mužské populace. Penis se ohýbá do úhlu, nejvíce do pravé nebo levé strany či dorzálně, tedy směrem k podbřišku. Úhel může dosáhnout i 90 stupňů. Změny se zvýrazňují při erekci.
Metaanalýza ukázala, že metody prodlužování penisu nefungují a mohou být nebezpečné.

## Studie velikosti penisu
Ačkoli se výsledky drobně odlišují, mezi důvěryhodnými studiemi panuje shoda, že průměrná délka ztopořeného lidského penisu je přibližně 12,9–15,0 cm (5,1–5,9 palců) s 95% intervalem spolehlivosti (krajní hodnoty 10,7 cm / 19,1 cm (4,23 palce / 7,53 palce)) – to znamená, že je na 95 % jisté, že skutečný průměr je alespoň 10,7 cm a zároveň není větší než 19,1 cm.
Jiný zdroj uvádí,[kdo?] že ochablý (neztopořený, non-tumescent) lidský penis má průměrnou délku 4 palce (10 cm) a průměr 1,25 palců (3,2 cm), což by znamenalo obvod přibližně 3,9 palců (9,9 cm), zatímco plně ztopořený má průměrnou délku 6 palců (15 cm) a průměr 1,5 palce (3,8 cm), což dává ztopořený obvod 4,71 palce (12,0) cm.
Byly provedeny i souhrnné studie, které slučují naměřené údaje z mnoha zemí. Studie z roku 2015, průměrující údaje 15 521 účastníků, určila jako průměrnou délku (ochablého/ztopořeného) přirození 9,16 cm / 13,12 cm; podobný výzkum z roku 2023 (55 761 účastníků) uvedl hodnoty 8,70 cm / 13,93 cm.
Výsledky studií založené na odpovědích probandů (zkoumaných osob) udávají statisticky významně větší průměrné rozměry než výsledky studií, kde měření penisu prováděl výzkumník, a to i přesto, že výzkumníci probandy instruují, jak svůj penis mají měřit. Je možné, že probandi za přítomnosti výzkumníka nedokážou dosáhnout maximální erekce, ale je též možné, že výsledky nadsazují.
Průměrná velikost penisu je drobně větší než medián velikosti.

### Rasové rozdíly
Souhrnné studie uvádějí pro průměrnou velikost ztopořeného údu následující údaje:
- obyvatel Východní Asie: 12,4 cm
- obyvatel Jižní Asie: 13 cm
- bílý muž: cca 14 cm
- černoch: 16–18 cm (platí pro africké země; afroamerická populace v USA takto výraznou odchylkou od bělochů neoplývá[9])

## Výběr z provedených studií
Studie z následujícího přehledu (viz tabulka) uvádějí:
- průměrnou délku penisu v klidovém stavu v rozmezí 6,8–10,7 cm,
- průměrnou délku erigovaného penisu v rozmezí 11,8–15,99 cm

| autor             | země       | rok  | počet zkoumaných osob | věkové rozmezí | penis v klidovém stavu | penis v klidovém stavu | erigovaný penis   | erigovaný penis   |
| autor             | země       | rok  | počet zkoumaných osob | věkové rozmezí | délka v cm (s.d.)      | obvod v cm (s.d.)      | délka v cm (s.d.) | obvod v cm (s.d.) |
| ----------------- | ---------- | ---- | --------------------- | -------------- | ---------------------- | ---------------------- | ----------------- | ----------------- |
| Loeb              | –          | 1889 | 50                    | 17–35          | 9,41                   | –                      | –                 | –                 |
| Kinsey et al.     | USA        | 1948 | 2770                  | 20–59          | 9,7                    | –                      | 15,5              | –                 |
| Ajmani et al.     | Nigérie    | 1985 | 320                   | 17–23          | 8,16 (0,94)            | 8,83 (0,02)            | –                 | –                 |
| Bondil et al.     | Francie    | 1992 | 905                   | 17–91          | 10,7                   | –                      | –                 | –                 |
| Da Ros et al.     | Brazílie   | 1994 | 150                   | –              | –                      | –                      | 14,5              | –                 |
| Richters et al.   | –          | 1995 | 156                   | –              | –                      | –                      | 15,99             | –                 |
| Wessells et al.   | Kalifornie | 1996 | 80                    | 21–82          | 8,85 (2,38)            | 9,71 (1,17)            | 12,89 (2,91)      | 12,30 (1,31)      |
| Smith et al.      | –          | 1998 | 184                   | –              | –                      | –                      | 15,71             | –                 |
| Bogaert           | –          | 1999 | 4187 (heterosexuálů)  | –              | 9,83                   | 9,40                   | 15,21             | 12,19             |
| Chen et al.       | Izrael     | 2000 | 55                    | 21–78          | 8,3 (1,3)              | –                      | 13,6 (1,7)        | –                 |
| Ponchietti et al. | Itálie     | 2000 | 3300                  | 17–19          | 9,0                    | 10,0                   | –                 | –                 |
| Schneider et al.  | Německo    | 2001 | 111                   | 18–19          | 8,6                    | –                      | 14,48             | –                 |
| Sengezer et al.   | Turecko    | 2002 | 200                   | 20–22          | 6,8                    | –                      | 12,7              | –                 |
| Son et al.        | Korea      | 2003 | 123                   | 19–27          | 6,9 (0,8)              | 8,5 (1,1)              | –                 | –                 |
| Awwad et al.      | Jordán     | 2004 | 109                   | 22–68          | 7,7 (1,3)              | –                      | 11,8 (1,5)        | –                 |
| Promodu et al.    | Indie      | 2007 | 301                   | 18–60          | 8,21 (1,44)            | 9,14 (1,02)            | –                 | –                 |
| Promodu et al.    | Indie      | 2007 | 93                    | –              | –                      | –                      | 13,1              | 11, 46            |

(pozn.: všechny délky jsou průměrné)
Lever a další (studie z roku 2006) uvádí následující rozložení jednotlivých délek erigovaných penisů v populaci:
| délka erigovaného penisu | procentuální zastoupení v populaci mužů |
| ------------------------ | --------------------------------------- |
| pod 9,5 cm               | 2,5 %                                   |
| 9,5–11,5 cm              | 13,5 %                                  |
| 11,6–15,3 cm             | 68 %                                    |
| 15,4–17,4 cm             | 13,5 %                                  |
| nad 17,4 cm              | 2,5 %                                   |

(pozn.: přepočítáno z palců na centimetry)
Velice malá část mužů trpí poruchou, kdy jejich penis je výrazně menší než jeho průměrně uváděná délka, jedná se o tzv. mikropenis. Naopak jsou zase známy případy s délkou údu nad 30 cm. Oficiálně nejdelší penis na světě byl zaznamenán doktorem Robertem Dickinsonem na počátku 20. století. Na délku měl 34,3 cm a v obvodu 15,9 cm.
Lidé často věří, že délka penisu souvisí s délkou různých jiných částí těla, nejčastěji s velikostí nohy. Studie však shodně ukazují, že délku penisu na základě velikosti nohy odhadovat nelze. Stejně tak nijak nesouvisí s délkou penisu ani délka ostatních částí těla, např. rukou nebo nosu.

### Délka

#### Délka v ochablém stavu
Jedna studie došla k závěru, že střední délka ochablého penisu je 3,5 palce (8,9 cm) (měřeno personálem). Souhrn několika studií dospěl k průměrné ochablé délce 9–10 cm (3,5–3,9 palce). Délka ochablého penisu nemusí nutně odpovídat délce ztopořeného penisu; některé menší ochablé penisy se výrazně prodlouží, zatímco některé větší ochablé penisy se prodlužují výrazně méně.
Délku pyje ku oplození potřebnou nelze přesně určiti, aniž ji lze podle velikosti nebo síly tělesné odhadovati; často mívají velicí a silní muži úd tak malý, že ku oplození naprosto nedostačuje, kdežto malí, nepatrní muži přečasto hojně bývají obdařeni. Rovněž nelze s jistotou souditi na velikost pyje podle údu ve stavu chabém, neboť při ohnivé povaze nabíhá v pravém okamžiku úd malý často více, než úd ve stavu svislém velkým se jevící. Ku oplození nejpohodlnější délka měří při ztopoření 13–15 cm.
Dr. Ernst Benjamin Herzog, Z ráje lásky. Odhalená tajemství pravých slastí
života manželského / Paradies der Liebe und Ehe (1860)
Penis a šourek se mohou nedobrovolně stáhnout v reakci na nízké teploty nebo nervozitu, což se v angličtině hovorově označuje pojmem „shrinkage“. Důvodem je mechanismus činnosti svalu musculus cremaster (svalu, který přitahuje šourek k břišní stěně). Stejný jev postihuje cyklisty a uživatele cvičebních kol, u nichž dlouhodobý tlak na hráz způsobený sedlem a namáhavým cvičením způsobuje vtažení šourku. Nevhodné sedlo a tento tlak na rozkrok může nakonec způsobit i poruchu erekce.

#### Natažená délka
Věk ani velikost ochablého penisu nejsou dobrými prediktory délky při erekci. S délkou ztopořeného penisu nejsilněji koreluje délka nataženého penisu.

#### Délka ve vzpřímeném stavu

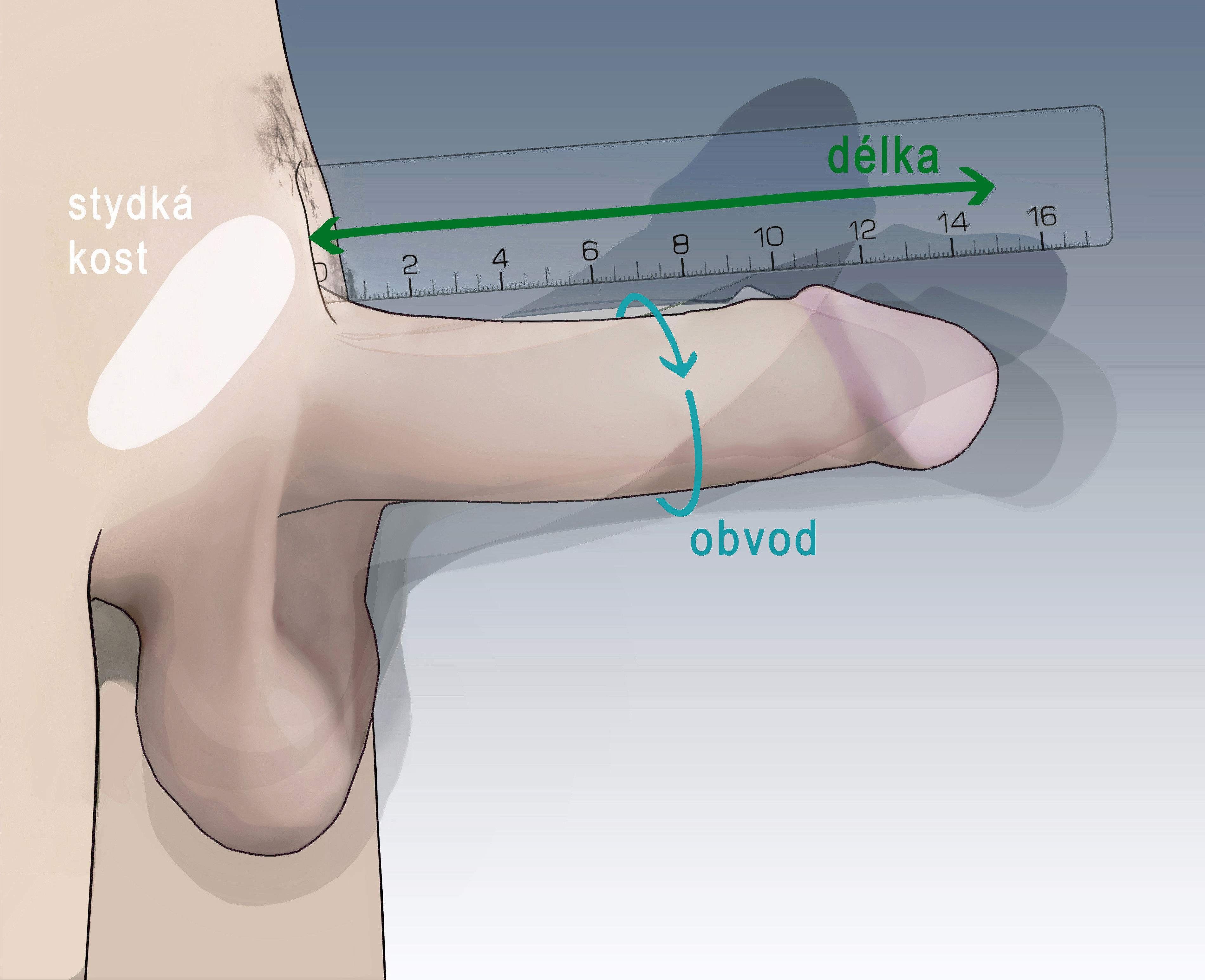
Měření od stydké kosti (ilustrace)

V oblasti délky ztopořeného dospělého penisu bylo provedeno několik vědeckých studií. Studie, které závisely na sebeměření, včetně internetových průzkumů, stabilně udávaly větší průměrnou délku než ty, které k měření využily lékařské nebo vědecké techniky.
Následující studie, postavené na měření personálem, se každá zaměřují na určitou skupinu populace (co se věku a národnosti týče; také dle sexuální či medicínské diagnózy, nebo šlo o dobrovolníky), což mohlo způsobit zkreslení výsledku vzorkování.
- Studie provedená na osmdesáti zdravých mužích, kterou v září 1996 publikoval Journal of Urology, stanovila průměrnou délku ztopořeného penisu jako 12,9 cm (5,1 palce). Studie byla motivována snahou „vytvořit oporu ohledně délky a obvodu penisu, kterou bude možné použít při konzultacích s pacienty, kteří uvažují o operativním prodloužení penisu.“ Erekce u 80 tělesně zdravých Američanů (rozličného původu, průměrný věk 54 let) bylo dosaženo podáním léčiv. Studie dospěla k závěru, že „věk pacienta ani délka ochablého penisu nejsou přesné prediktory délky penisu při erekci.“
- Studie publikovaná v prosincovém čísle Journal of Impotence Research v roce 2000 odhalila, že průměrná délka v erekci u 50 bílých Židů byla 13,6 cm (5,4 palce) (měřeno personálem). Citát: „Cílem této budoucí studie bylo určit klinické a inženýrské parametry ochablého penisu za účelem predikce velikosti penisu při erekci.“ Erekce bylo dosaženo podáním léčiv u 50 bílých židů, kteří byli vyšetřováni po podezření z poruchy erekce (průměrný věk 47 ± 14 let). Pacienti s abnormálními penisy nebo jejichž poruchu erekce bylo možné přičíst více než jednomu psychologickému důvodu, byli ze studie vyřazeni.
- Recenze publikovaná v roce 2007 v BJU International stanovila průměrnou délku penisu na 14–16 cm (5,5–6,3 palce) a obvod na 12–13 cm (4,7–5,1 palce). Článek srovnával výsledky dvanácti studií provedených na rozdílných populacích v několika zemích. Rozličné metody měření byly do recenze také zařazeny.
- Italská studie došla na přibližně 3 300 mužích k závěru, že natažená délka penisu je v průměru 12,5 cm (4,9 palce). Mimo to zde navíc hledali korelace v náhodném vzorku 325 mužů. Našli několik statisticky významných Spearmanových korelací: mezi délkou ochablého penisu a výškou 0,208, −0,140 s hmotností a −0,238 s BMI, ochablý obvod a výška 0,156, natažená délka a výška 0,221, hmotnost 0,136, BMI −0,169. Uvedli také několik korelací pod hladinou statistické významnosti.

### Vzpřímený obvod
Co se týče studií, v půli délky měřících obvod dospělého plně vztyčeného penisu, zde existují podobné výsledky.[zdroj⁠?!] Stejně jako v případě délky, studie spočívající na vlastním měření stabilně docházejí ke značně větším průměrům než ty, ve kterých penisy měří personál. Ve studiích velikosti penisu, ve kterých byla měření prováděna za laboratorních podmínek, byl průměrný obvod ztopořeného penisu 4,8 palců (12,3 cm).

### Velikost při narození
Průměrná délka nataženého penisu po narození se uvádí okolo 4 cm (1,6 palce), přičemž délka penisu u 90 % novorozených chlapců je uváděna mezi 2,4 a 5,5 cm (0,94 a 2,12 palce). Penis v omezené míře roste od narození do 5 let věku, ale jen velice málo mezi 5. rokem a počátkem puberty. Průměrná velikost na začátku puberty je 6 cm (2,4 palce) a dospělé velikosti bývá dosaženo cca o 5 let později.[zdroj?] W. A. Schonfeld v roce 1943 publikoval graf růstu penisu.

### Velikost během stárnutí

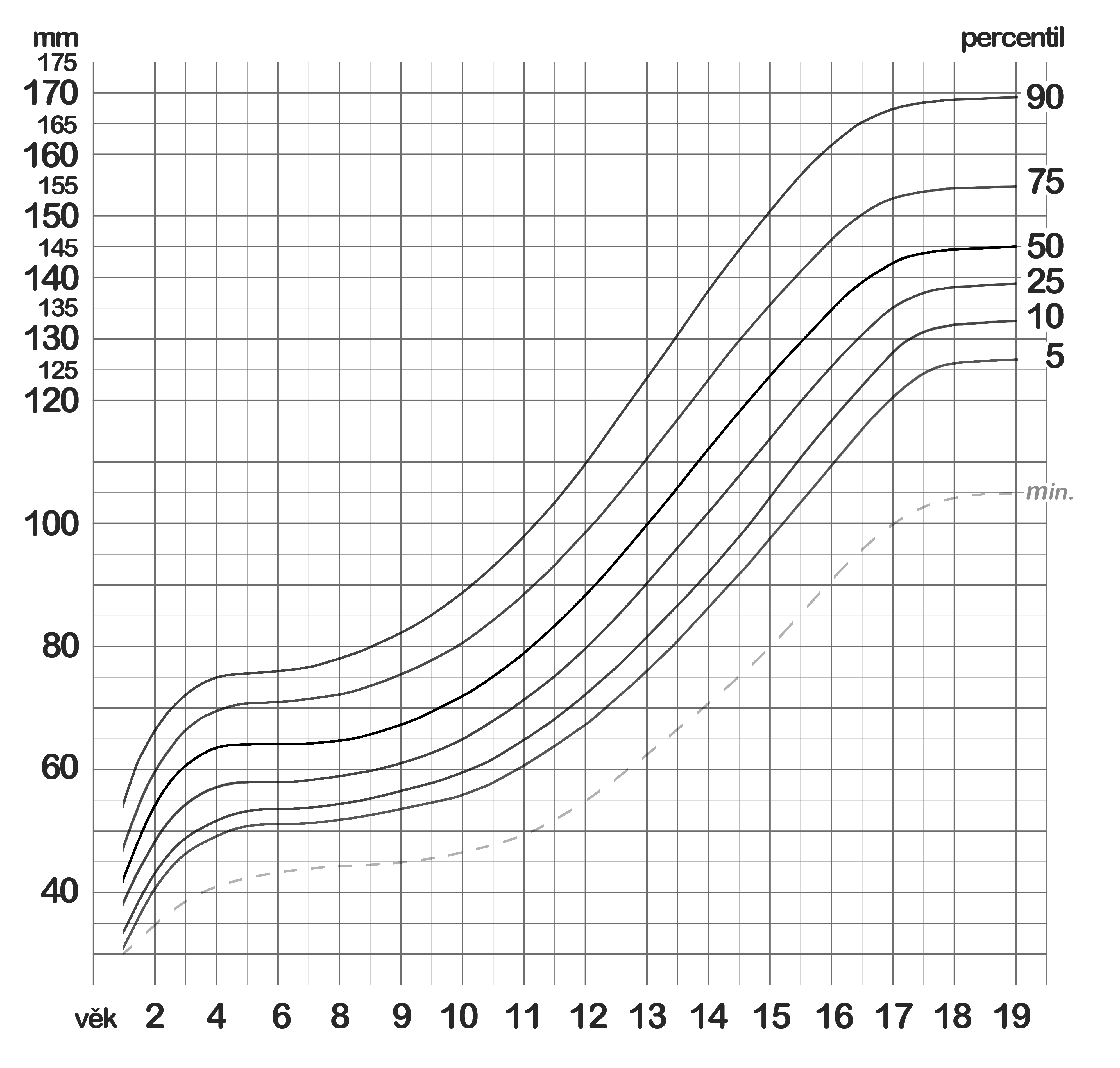
Graf růstu penisu podle W. Schonfelda

Autoři recenzního článku v oblasti velikostí penisu došli k závěru, že „délka ochablého penisu je po narození těsně pod 4 cm (1,6 palce) a mění se jen velmi málo až do puberty, kdy dojde ke značnému růstu.“
Nepředpokládá se, že by věk koreloval negativně s velikostí penisu. „Jednotlivé výzkumné studie … nasvědčují, že velikost penisu je menší ve studiích zaměřených na starší muže, ale Wylie a Erdley přesto nenalezli žádný celkový rozdíl, když seřadili výsledky různých studií [uskutečněných v průběhu 60 let],“ existují ale podklady nasvědčující, že velikost varlat se zmenšuje postupně s nastupujícími generacemi.

## Proměnlivost délky penisu

### Mikropenis
Penis dospělého může, s délkou při ztopoření menší než 7 cm neboli 2,76 palců, ale jinak normálně utvořený, je v medicíně nazýván jako mikropenis. Tato diagnóza se vztahuje na 0,6 % mužů. Některé z rozpoznaných příčin jsou nedostatečnost v produkci růstového hormonu hypofýzy nebo hormonu gonadotropins, slabší případy necitlivosti k mužským pohlavním hormonům a rozličné genetické poruchy a proměnlivost v jistých homeobox genech. Některé případy mikropenisu je možné řešit pomocí podávání růstového hormonu nebo léčbou testosteronem v raném dětství. V dospělosti je možné i operativní řešení.

### Vliv prostředí na velikost penisu
Existují spekulace[jaké?], že rozdíl ve velikosti penisu mezi jednotlivci není způsoben jen geneticky, ale také vlivy prostředí, jako jsou kultura, výživa, vystavení chemikáliím a znečištění. Narušení žláz s vnitřní sekrecí v důsledku vystavení chemikáliím bylo prokázáno a má podíl na deformaci pohlavních orgánů u obou pohlaví (a spoustu dalších zdravotních obtíží). Chemikálie průmyslového původu (jako jsou například pesticidy, sponáty, antibakteriální triclosan nebo změkčovadla v plastech) i přírodního původu (jako chemikálie v oleji z čajovníku nebo v levandulovém oleji) mají spojitost s různým stupněm narušení žláz s vnitřní sekrecí. PCB i změkčovadlo DEHP byly spojeny s menší velikostí penisu. U metabolitů DEHP měřené v moči těhotných žen byla prokázána signifikantní souvislost se sníženou šířkou penisu, menší androgenitální vzdáleností a neúplným sestoupením varlat u jejich novorozených synů, stejná, jakou měly experimenty prováděné na zvířatech. Přibližně 25 % amerických žen má koncentraci ftalátů v těle srovnatelnou s těmi, kterou měly ženy ve studii. Studie provedená v roce 2007 na Lékařské fakultě Univerzitě v Ankaře dospěla k závěru, že velikost penisu se může snížit vlivem některé hormonální terapie spojené s paprskovou radiační léčbou. Dále potom byly s nenormálním vývojem genitálií a menším než obvyklým penisem (microphallus) spojeny některé na estrogenu založené drogy na léčbu neplodnosti, jako například diethylbestrol (DES).

## Vnímání velikostí penisu

### Vnímání v průběhu dějin

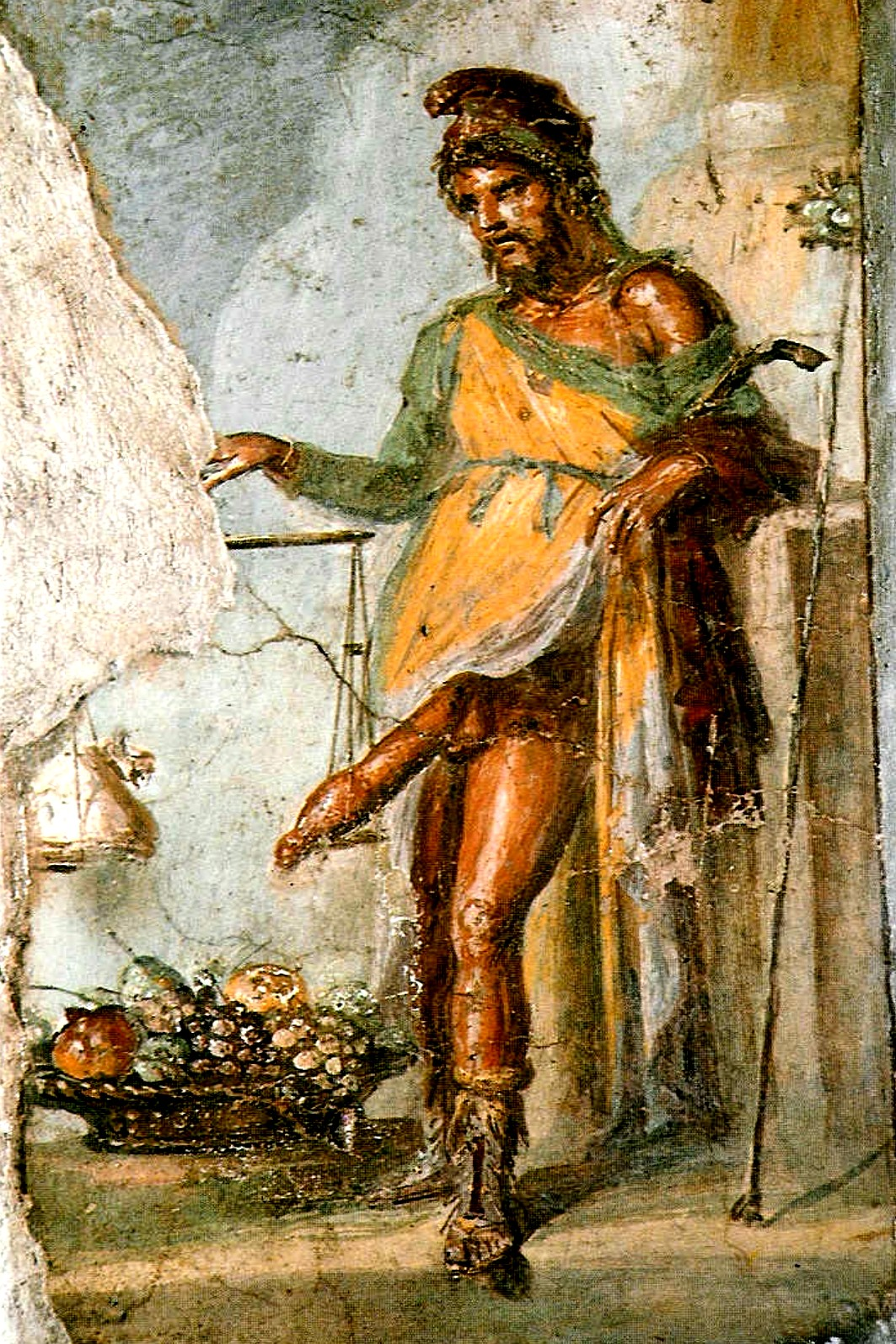
Freska Priapa z Pompejí. Zobrazuje vážení jeho olbřímího údu s pytlem zlata. Starověcí Římané Priapa uctívali jako boha zemědělské (i lidské) plodnosti.

Podle přelomové studie „Greek Homosexuality“ (Homosexualita Řeků) od Kennetha Dovera mělo řecké umění eminentní zájem v pohlavních orgánech, ale nebylo posedlé velikostí. Týdenní sloupek „The Straight Dope“ nezávislého deníku Chicago Reader z pornografických řeckých maleb a Doverovy výše zmíněné studie v roce 2003 usuzoval, že ve starověkém Řecku byl neobřezaný a malý penis u muže považovaný za žádoucí, zatímco větší nebo obřezaný byl vnímán jako komický či groteskní, většinou se nacházel na „bozích plodnosti, pololidských bytostech (jako např. satyrové), na ošklivých starých lidech a barbarech.“
Kanadské rádio CBC na základě několika pramenů v roce 2007 spekulovalo, že starověcí Římané měli na věc opačný pohled než Řekové. Stejně tak tomu bylo ve středověké arabské literatuře, která také preferovala delší penis, jak je popsáno v Příbězích tisíce a jedné noci v příběhu nazvaném „Ali a jeho velký úd“. Jako vtipnou satiru této fantazie v 9. století africko-arabský spisovatel Al-Jahiz napsal: „V případě, že by délka penisu byla znamením cti, pak mezek bude patřit ke kmeni Kurajšovců“ (kmen, k němuž patřil Prorok Mohamed).
Na velikost penisu je narážka i ve starozákonním proroctví, v němž jsou města Samaří a Jeruzalém pro svou modloslužbu alegorizována jako dvě sestry cizoložnice pojmenované Ohola a Oholíba, toužící po egyptských mužích, jejichž hněv na ně za to Hospodin obrátí:
| „                                | Odhalila své smilnění, odhalila svou nahotu, a já jsem se od ní odvrátil tak, jako jsem se odvrátil od její sestry. Stále více propadala svému smilnění při vzpomínce na dny svého mládí, kdy smilnila v egyptské zemi, a vášnivě se oddávala svým záletníkům, jejichž úd je jako úd oslů a jejich výron jako výron hřebců. | “ |
| — Ez 23, 18 – 23, 20 (Kral, ČEP) | |   |

### Mužské sebepojetí
Muži mohou jednoduše podcenit velikost svého penisu v porovnání s ostatními, protože při pohledu shora jednak vypadá penis kratší, dále pak protože v pornografii vidí penisy nadprůměrné, a nebo je vidí kratší kvůli vrstvě tuku u kořene penisu. Výzkum provedený sexuology ukázal, že muži, kteří věří, že jejich penis je nedostatečně vyvinutý, mají obvykle průměrně velké penisy. Další studie ukázala, že vzdělávání o obvyklé velikosti penisu pomáhá ulevit pacientům, kteří mají pochybnosti o velikosti svého penisu, neboť většina z nich má zkreslené představy o tom, co je normální. Přesvědčení o nadprůměrné velikosti vlastního penisu má souvislost s celkově vyšším sebevědomím.

#### Mezi homosexuálními muži
Studie provedená v roce 2005 na univerzitě Utrechtu zjistila, že většina homosexuálů považuje velký penis za ideální a jeho vlastnictví souvisí se sebevědomím. Jiná studie z roku 1999 analyzovala starší Kinseyho sadu dat, do níž účastníci sami hlásili své údaje, a zjistila, že průměrný penis homosexuálního muže je větší než průměrný penis jejich heterosexuálních protějšků (6,32 palce (16,05 cm) a obvod 4,95 palce (12,57 cm) u homosexuálů oproti 5,99″ (15,21 cm) a obvodu 4,80″ (12,19 cm) mezi heterosexuály).

### Obavy pramenící z velikosti penisu
Rozsáhlé soukromé obavy týkající se velikosti penisu vedly k řadě folklórních výroků a úvah v populární kultuře týkajících se velikosti penisu. Penisová panika (penis panic) je forma masové hysterie ohledně odstranění nebo zmenšení penisu, známá také jako syndrom retrakce genitálií. Penis se může podstatně zmenšit v důsledku tvorby jizevnaté tkáně v důsledku Peyronieovy nemoci, která postihuje až 10 % mužů. Produkty, jako jsou penisové pumpy, pilulky a jiné pochybné prostředky pro „zvětšení“ penisu, jsou jedněmi z nejvíce nabízených v e-mailovém spamu.
V současné době ve vědecké komunitě neexistuje shoda, že by jakékoli neoperativní techniky mohly trvale zvětšit tloušťku nebo délku ztopořeného penisu, který sám o sobě již spadá do normálního rozmezí.
Operativními metodami takového výsledku dosáhnout lze, nicméně zvětšení je limitované původními anatomickými poměry, a nemusí tedy naplnit představy pacienta. Výsledek také závisí na zkušenosti týmu pracoviště, jak z hlediska výsledku, tak i možných komplikací.

### Velikost penisu a velikost dalších částí těla
Statisticky významná korelace mezi velikostí penisu a velikostí nějaké jiné části těla nebyla ve výzkumech pozorována. Studie, kterou provedli Siminoski a Bain v roce 1993, nalezla slabou korelaci mezi velikostí nataženého penisu a velikostí nohy a výškou; byla ale příliš slabá, aby mohla být v praxi použita k odhadům. Další výzkum, který v roce 2002 provedli Shah a Christopher, cituje Sirminovského a Baina, nenalezla žádnou souvislost mezi velikostí boty a délkou nataženého penisu, načež napsali, že „předpokládaná souvislost mezi délkou penisu a velikostí boty nemá vědecký základ“.
Může však existovat souvislost mezi zdeformovaným penisem a deformovanými lidskými končetinami. Vývoj penisu v embryu je řízen některými stejnými geny (zejména HOXA13 a HOXD13) jako těmi, které řídí vývoj končetin. Mutace některých genů Hox, které řídí růst končetin, mohou způsobit zdeformované genitálie (tzv. Hand-Foot-Genital Syndrome).

## Studie o preferované velikosti penisu sexuálními partnery
V rámci malé studie, kterou organizovala University of Texas a která vyšla v BMC Women's Health, se dva populární mužští atleti dotazovali 50 studentek bakalářského programu ohledně jejich vnímání sexuálního uspokojení a konstatovala, že šířka penisu je pocitově důležitější než délka, když byly subjekty požádány, aby si mezi těmito dvěma vybraly (velikost nebyla specifikována). Též bylo uvedeno, že to může svědčit o tom, že celková velikost penisu má vliv na sexuální uspokojení, neboť ženy si vybíraly ze dvou daných možností.
V titulním tématu časopisu Psychology Today bylo 1 500 čtenářů (z toho byly přibližně dvě třetiny ženy) dotázáno o obraze mužského těla. Mnoho žen uvedlo, že se o velikost penisu nijak zvlášť nestarají a přes 71 % uvedlo, že muži přeceňují důležitost velikosti a tvaru svého penisu. Obecně se dotázané ženy zajímaly více o šířku a méně o délku, než si mysleli muži, ačkoli síla zajímání se o oboje ukazovala podobný trend.
Další studie, uskutečněná v Groningenské univerzitní nemocnici, se na význam velikosti penisu dotazovala 375 sexuálně aktivních žen, které nedávno porodily. Z výsledků vyplynulo, že pro 21 % žen je podstatná délka, a pro 32 % tloušťka.
Studie provedená na Australské národní univerzitě, vydaná na počátku roku 2013, ukázala, že velikost penisu ovlivňuje mužův sex appeal, a že čím je muž vyšší, tím výraznější tento efekt je. Studie spočívala v ukazování trojrozměrných na počítači vytvořených obrázků v životní velikosti, kde se měnila výška a další fyzické atributy těl, přičemž ženy uvedly svoje preference do 3 sekund. Preference pro penisy vyšších mužů byla významná.
Termín size queen je anglický slangový výraz pro kohokoli, kdo u svého sexuálního partnera preferuje větší než průměrný penis.

## Srovnání s ostatními primáty
Lidský penis je jak delší tak tlustší než u jakéhokoliv jiného primáta (včetně velkých primátů, jako je například gorila), a to jak v absolutních hodnotách, tak i relativně vzhledem ke zbytku těla. (Viz též důsledky rozdílů v délce penisu a morfologie pro postulované výhody, které zahrnují skupinový sex a které mohly vést k vývoji většího penisu u lidí, a faktory, které mohou vést k rozdílům v průměrné velikosti penisu v rámci lidského druhu)

## Velikost penisu a užívání kondomů
Australská studie na 184 mužích zkoumala souvislost délky a obvodu penisu s případy protržení nebo sesmeknutí kondomu. Bylo použito 3 658 kondomů. Studie odhalila, že korektně nasazený kondom se roztrhl v 1,34 % případů a sesmekl v 2,05 % případů, což dává celkový podíl selhání 3,39 %. Velikost penisu neměla vliv na případy sklouznutí, ale tloušťka penisu a roztržené kondomy silně korelovaly tak, že silnější penis předznamenával větší riziko roztržení.